# Mein Justizpostfach
Das Mein Justizpostfach (MJP) ist eine Webanwendung, die eine sichere und kostenlose elektronische Kommunikation mit der Justiz sowie mit Behörden, Rechtsanwälten, Notaren und Steuerberatern ermöglicht. Das MJP ist ein Postfach- und Versanddienst eines OZG-Nutzerkontos Bund gemäß § 13 ERVV. Mein Justizpostfach wird von der Arbeitsgruppe IT-Standards in der Justiz der Bund-Länder-Kommission für Informationstechnik in der Justiz (BLK) betrieben. Erforderlich für eine rechtswirksame Einreichung ist nur eine einfache Signatur durch Angabe des vollen Namens am Ende des Dokuments. Eine qualifizierte elektronische Signatur muss nicht verwendet werden.
Am 12. Oktober 2023 begann der Pilotbetrieb. Das MJP kann mit einer BundID genutzt werden. Zur Anmeldung ist das Vertrauensniveau hoch der BundID erforderlich. Dies kann aktuell nur durch die Verwendung des elektronischen Personalausweises sichergestellt werden. Das MJP ist kein Elektronisches Bürger- und Organisationenpostfach (eBO).
MJP-Nutzer können mit den elektronischen Postfächern der genannten Gruppen (beA, beN, beSt und beBPo), aber nicht untereinander und nicht mit eBO-Nutzern kommunizieren.

Ansicht "Gesendete Nachrichten" in Mein Justizpostfach
Jeweils 10 Nachrichten werden auf einer Seite dargestellt.
Mit diesem Postfach wurden mindestens 51 Nachrichten versendet.

## Rechtsgrundlagen
Der Absender kann freiwillig das Postfach (§ 2 Absatz 7 OZG) seines eingerichteten Nutzerkonto/Bürgerkonto (§ 2 Absatz 5 OZG) nutzen.
Die erforderlichen Einwilligungen zur Datenverarbeitung sind zu erteilen (§ 8 Absatz 4 bis 6 OZG). Die Einwilligung zur Bekanntgabe von Verwaltungsakten über das Postfach des Nutzerkontos ist zu erteilen (§ 9 Absatz 1 OZG = § 110 Absatz 2b Satz 1 LVwG-SH).
Der Absender muss sich § 9 Absatz 1 Satz 3 OZG = § 110 Absatz 2b Satz 3 LVwG-SH bewusst sein: Der Verwaltungsakt gilt am dritten (ab 1. Januar 2025: am vierten)Tag nach der Bereitstellung zum Abruf als bekanntgegeben. Erfolgt der Abruf vor einer erneuten Bekanntgabe des Verwaltungsaktes, bleibt der Tag des ersten Abrufs für den Zugang maßgeblich (jeweils Satz 6). Ein elektronisches Dokument gilt am dritten (bzw. ab 1. Januar 2025: vierten) Tag nach der Absendung an den vom Empfänger hierfür eröffneten Zugang als zugestellt, wenn der Behörde nicht spätestens an diesem Tag ein Empfangsbekenntnis zugeht (§ 5 Absatz 7 Satz 2 VwZG).
Die Dokumente erfüllen die Erfordernisse an einen sicheren Übermittlungsweg, insbesondere aus § 55a Absatz 4 Satz 1 Nummer 5 VwGO „Gericht“, und darüber auch nach aus den gleichlautenden Absatz 4 Satz 1 Nummer 5 von § 32a StPO, § 65a SGG, § 46c ArbGG, § 52a FGO, § 130a ZPO „Gericht“ sowie § 52a Absatz 6 LVwG-SH und insbesondere in Verbindung mit §§ 13, 13a ERVV nach den (eine einfache Signatur verlangenden) gleichlautenden Satz 1 Nummer 2 Buchstabe c von § 52a Absatz 3 LVwG-SH, § 36a Absatz 2a SGB I und § 3a Absatz 3 BVwVfG.
Der Zugang zur Übermittlung elektronischer Dokumente in dieser Angelegenheit ist eröffnet (§ 3a Absatz 1 Satz 1 BVwVfG, § 36a Absatz 1 SGB I, § 87a Absatz 1 Satz 1 AO, § 5 Absatz 5 VwZG, § 52a Absatz 1, § 150 Absatz 5 LVwG-SH u. a.)
Ein Eintrag im sicheren elektronischen Verzeichnis (§ 13 Absatz 3 Satz 1 ERVV) ist gegeben.

## Nutzer-ID
SAFE steht für Secure Access to Federated E-Justice/E-Government,

deutsch: sichere elektronische Identitäten in einem föderalen Umfeld. 
Die SAFE-Infrastruktur bietet jedem Nutzer eine Nutzer-ID, über die er eindeutig identifizierbar ist. Diese Nutzer-ID hat den folgenden Aufbau:
```
DE.Justiz.01234567-89ab-cdef-0123-456789abcdef.1234
```

Abgesehen von dem Präfix und den Trennzeichen gibt es 36 Hexadezimal-Zeichen (16 Zeichen, 0–9 und a–f). Über die vor dem letzten Punkt stehenden SAFE-ID wird, in deren normalisierter Form (lowercase), ein SHA-256-Hash gebildet. Die vier Zeichen nach dem letzten Punkt werden aus den ersten beiden Bytes des Hash-Wertes in Hex-codierter Darstellung gebildet.
Im SAFE-Verzeichnisdienst ist jede Nutzer-ID verzeichnet.

## Eingangsbestätigung
Direkt nach dem Versand einer Nachricht lässt sich eine „Detailansicht gesendete Nachricht“ aufrufen. Diese enthält insbesondere den Absendezeitpunkt auf 1/1000-Sekunde genau in UTC-Form, die Nachrichten-ID (Justizpostfach) und die (SAFE-)Nutzer-ID des Empfängers.
Sobald die Nachricht auf dem OSCI-Server des Empfängers (Intermediär) eingegangen ist, ist dieser Zeitpunkt neben einer Nachrichten-ID (OSCI), welche mit DP_Msg beginnt, ebenfalls abrufbar. Wenn die Nachricht tatsächlich abgeholt wird, wird dies als Abholzeitpunkt gespeichert. 
Im Idealfall liegen Sekunden, meist wenige Minuten zwischen diesen Zeitpunkten. Im Einzelfall kann es aber auch Stunden oder sogar Tage dauern. Nachrichten zwischen 18. und 24. Februar 2025 waren von besonders großen Verzögerungen von über 4,5 Tagen betroffen.

## Störungen und Pannen
Vom 12. Oktober 2023 bis zum 9. November 2023 waren Namen und Post-Adressen aller Empfänger frei verfügbar, im Regelfall sind sie es nur für Behörden, Steuerberater, Notare, Rechtsanwälte, aber eben auch, wenn für die Post-Adresse eine Auskunftssperre bei der Meldebehörde eingetragen ist.